# Fulford by the Sea Entrance
Fulford by the Sea Entrance  es una estructura histórica ubicada en North Miami Beach, Florida.  Fulford by the Sea Entrance se encuentra inscrito  en el Registro Nacional de Lugares Históricos desde el 29 de noviembre de 2010.  

## Ubicación
Fulford by the Sea Entrance se encuentra dentro del condado de Miami-Dade.